# Toby Kiers
Toby Kiers (Nueva York, 1976) es una bióloga evolutiva estadounidense, catedrática de investigación universitaria y profesora en la Vrije Universiteit Amsterdam. Fue pionera en la interpretación económica de las interacciones e intercambios entre plantas, hongos y microbios en redes micorrízicas. Cofundadora de la Society for the Protection of Underground Networks (SPUN) y galardonada con el Premio Spinoza en 2023.

## Primeros años y educación
Kiers cursó sus estudios de secundaria en The Mountain School en Vermont en otoño de 1992 y posteriormente fue a la universidad de Bowdoin College donde se licenció en 1999.
En 1997, realizó una estancia en Panamá como estudiante en el Instituto Smithsonian de Investigaciones Tropicales donde impartió una charla.
Realizó su doctorado en UC Davis y presentó su tesis, titulada Evolution of cooperation in the legume-rhizobium symbiosis (Evolución de la cooperación en la simbiosis leguminosa-rizobiana) en 2005 supervisada por Robert Ford Denison.

## Trayectoria e investigación
Kiers realizó investigaciones en Panamá y Japón después de su licenciatura y antes de ser nombrada profesora en la Vrije Universiteit Amsterdam. También es investigadora asociada senior en la Universidad de Oxford.
Kiers es muy conocida sobre todo por su trabajo sobre redes micorrízicas, y el estudio de las tasas de intercambio de nutrientes. Sus observaciones se centran en que los hongos en el suelo se comportan como agentes económicos en un sistema de libre mercado, suministrando más fósforo a las plantas que pueden entregar más azúcar a cambio. Basándose en esta hipótesis, Kiers está interesada en desarrollar hongos que se comporten de forma "altruista" en su entorno para fomentar el crecimiento eficiente de las plantas y reducir la necesidad de fertilizantes. Esta interpretación de las interacciones del suelo como competencia complicó la imagen de un equilibrio colaborativo que había comenzado a desarrollarse previamente. 
Esta hipótesis permite a Kiers tomar prestados modelos matemáticos de la teoría económica para caracterizar los intercambios de nutrientes. Para rastrear el flujo de nutrientes, Kiers fue pionera en el uso de puntos cuánticos para etiquetar moléculas de modo que emitan fluorescencia y puedan diferenciarse más fácilmente. Su trabajo también se centra en la evolución de las interacciones entre plantas y hongos a medida que los organismos evolucionan y entran en contacto con nuevos socios.
Su investigación cuenta con el apoyo del Consejo Europeo de Investigación, la Organización Holandesa para la Investigación Científica (NWO) y la Fundación Nacional de Ciencias. 
La interpretación económica de Kiers del intercambio de nutrientes no goza de aceptación universal. Otros puntos de vista señalan que esta perspectiva antropomorfiza a los hongos de una manera que puede no captar con exactitud la verdadera dinámica del sistema. Al suponer que cada organismo actúa para promover su propio beneficio, la teoría deja de lado la posibilidad de que las plantas y los hongos puedan existir en una relación totalmente colaborativa con intereses bien alineados.
Además de sus numerosas publicaciones, Kiers participa en numerosos eventos y charlas de divulgación científica. En 2019, dio una charla TED sobre su trabajo titulada "Lecciones de los hongos sobre los mercados y la economía".  Fue ponente en eventos de Brave New World,en Ars Electronica Gardens y en la Universidad de Cambridge. 
Entre otras actividades, trabaja también en colaboración con artistas. Ayudó a crear una instalación de arte con Isaac Monté   y con el diseñador Niels Hoebers en la creación de un cortometraje animado como ayuda visual para sus presentaciones de investigación. En el libro Entangled Life (2020) se puede leer su investigación y comentarios sobre las redes micorrízicas.
Kiers creó una organización sin fines de lucro llamada Sociedad para la Protección de Redes Subterráneas (SPUN, por sus siglas en inglés) dedicada a informar al público sobre las redes micorrízicas, proteger puntos críticos de biodiversidad y promover más investigaciones. SPUN se fundó para mapear la biodiversidad de las comunidades micorrízicas de la Tierra... [y] está cartografiando lo que se ha llamado la "materia oscura" de la vida en el planeta.

## Premios y reconocimientos
- 2015ː Premio Bio Art & Design (BAD) en colaboración con el artista Isaac Monté.[29]
- 2019ː Premio Ammodo de Ciencias Naturales.[6]
- 2023ː Premio Impacto (Premios de Ciencia e Innovación de Ámsterdam)[30]
- 2023ː Premio Spinoza, otorgado por el Consejo de Investigación Holandés (NWO)[31]

## Vida personal
Está casada con el poeta Cralan Kelder y tiene dos hijos.
Kiers es firme defensora de la lucha contra los alimentos modificados genéticamente, exigiendo que las etiquetas indiquen claramente la presencia de ingredientes modificados genéticamente. 